# Svatovský rajón
Svatovský rajón (ukrajinsky Сватівський район) je rajón v Luhanské oblasti na Ukrajině. Hlavním městem je Svatove a rajón má přibližně 81 tisíc obyvatel. 